# Római remekírók
A Római remekírók egy 19. századi végi – 20. század eleji magyar nyelvű könyvsorozat címe volt, amelyek ókori római irodalmi műveket – vagy azok részleteit – tartalmazták magyar nyelven. Az egyes művek a 20. század elejéig több kiadásban is megjelentek. A sorozat a következő köteteket tartalmazta:
- 1. Julius Caesar művei. I. köt. Emlékiratok a galliai hadjáratról. Ford. jegyzetekkel és Caesar életrajzával ellátta Sárváry Béla. 1. füzet. 3. lenyomat. (132 l.) 1879.
- 2. M. T. Cicero kiszemelt szónoklatai. Ford. jegyzetekkel és Cicero életrajzával ellátta Sárváry Béla. 1. füzet. (128 l.) 1876.
- 4. Caesar Galliai hadjátéka. 2. füzet. Ford. Sárváy B: (241–344 l.) 1879.
- 6. M. T. Cicero kiszemelt szónoklatai. Ford. Sárváry B. 3. füzet. (125 l.) 1856.
- 7. M. T. Cicero kiszemelt szónoklatai. Forditotta Sárváry Béla. 4. füzet. (39–231 l.) 1879.
- 8. C. Julius Caesar. Emlékiratok a polgári háborúról. Ford. jegyzetekkel és Caesar életrajzával ellátta Sárváry Béla. 1. füzet. (961 l.) 1856.
- 9. C. Julius Caesar. Emlékiratok. 2. füzet. (96 l.) 1856.
- 10. C. Julius Caesar. Emlékiratok. 3. füzet. (67 l.) 1856.
- 11. Tacitus Agricolája és Germániája. Ford. Télfy Iván. 3. kiad. (80 l.) 1878.
- 12. Cajus Salustius Crispus munkái. Jugurtha. Ford. Vajdafy Géza. 1. füzet. 3. kiad. (1–112 l.) 1883.
- 13. Cajus Salustius Crispus munkái. 2. füzet. 3. kiad. (113–232 l.) 1885.
- 14–15. Horácz ódái. Ford. Virág Benedek. 2. kiad. (171 l.) 1876.
- 18. Ovid átalakulásai. 1. füzet. Ford. Kovách Imre. 2. kiad. (1–96 l.) 1880.
- 20. Virgil Aeneise. Ford. Gyurits Antal. 1. füzet. 2. kiad. (1–96 l.) 1881.
- 21. Virgil Aeneise. Ford. Gyurits Antal. 2. füzet. 2. kiad. (97–192 l.) 1880.
- 22. Titus Livius történeti könyvei. Ford. ifj. Schiefner Gyula. 1. füzet. 2. kiad. (IV, 106 l.) 1879.
- 23. Tacitus évkönyvei. Ford. Mihály István. 1. füzet. 2. kiad. (1–96 l.) 1880.
- 27. Titus Livius munkái. Ford. Vajdafy Géza. 2. füzet. (107–226 l.) 1880.
- 28. Titus Livius munkái. XXI. könyv 1–54. részig. Ford. Vajdafy Géza. (88 l.) 1885.
- 29. Titus Livius munkái. XXI. könyv. (54. résztől végig) és XXII. könyv. Ford. Vajdafy Géza. (80–207 l.) 1880.
- 30. Horatius Flaccus satirái. Ford. dr. Boross Gábor. 1. füzet. (II, 114 l.) 1882.
- 31. Horatius Flaccus epistolái. Ford. dr. Boross Gábor. 1. füzet. (137 l.) 1883.
- 32. Virgil Aeneise. Ford. Gyurits Antal. 3. füzet. (193–288 l.) é. n.
- 33. Plautus T. Maccius. Három ezüst pénz. (Trinummus), Comoedia. Ford. Danielovics Kálmán. (88 l.) é. n.